# И Джун Хо
И Джун Хо (на корейски: 이준호), по-известен със сценичния си псевдоним Джуно, е южнокорейски певец, композитор и актьор, член на К-поп момчешката група 2PM.
През 2013 г. Джуно дебютира като актьор в корейския филм „Студени очи“. Най-известен е с ролите си в „Шеф Ким“ (2017), „Просто влюбени“ (2017 – 2018) и „Червените маншети“ (2021).

## Биография
И Джун Хо е роден на 25 януари 1990 г. в Сеул, Южна Корея.
Завършва гимназия Сеуон, а след това продължава образованието си в университета „Хоуон“, където се дипломира като бакалавър. По-късно записва и магистратура „Кинематография“ в университет „Седжонг“.
На 30 май 2019 г. И Джун Хо започва задължителната си военна служба като обществен служител. Нараняване в рамото му през 2010 г. не му позволява да служи като активен войник. Уволнява се от армията на 20 март 2021 г.

## Кариера

### Начало
И Джун Хо навлиза в света на шоубизнеса, след като участва в риалити състезанието “Superstar Survival“ през 2006 г. За него е избран след кастинг измежду 6000 явили се. Той стига до финалите с още 11 участника, побеждава в различните кръгове от предаването и накрая печели първо място и наградата – договор с JYP Entertainment.
През 2008 г. И Джун Хо участва в риалити шоуто "Hot Blood Men", чиято цел е екстремното обучение на 13 стажанти, от които ще се изберат членовете на момчешката група One Day. Впоследствие групата се разделя на две момчешки групи 2АМ и 2РМ. И Джун Хо става член на 2PM.

### Музикална кариера
Шест месеца след като шоуто "Hot Blood Men" е излъчено по телевизията, 2PM дебютира с първия си сингъл "10 Points out of 10 Points". Успехът на групата идва с втория им миниалбум "Time For Change". Към 2017 г. 2PM са издали шест студийни албума в Южна Корея и четири студийни албума в Япония.
И Джун Хо е автор на голяма част от песните за групата, пише и свои солови композиции, участва и в саундтраците към телевизионни драми.
Като соло певец дебютира в Япония през 2013 с миниалбума "Kimi no Koe", за който той композира, продуцира и пише всички песни. Албумът става номер 1 в класацията "Tower Records" и номер 3 в "Oricon′s daily". Същата година е и първото му турне в Япония. Оттогава всяко лято той издава японски албум и прави турне в Япония, поради което феновете започват да го наричат Lee Natsu (т.е. Летният г-н И).
Официално дебютира като соло изпълнител в Южна Корея с издаването на първия си корейски миниалбум "Canvas" през 2017 г.
През януари 2019 г. Джуно издава втория си корейски компилационен албум, озаглавен "Two".
След като всички членове на 2PM приключват с военната си служба, групата се завръща със своя 7-ми студиен албум "Must" през юни 2021 г.
Джуно провежда фен срещата Lee Jun-ho 2022 Fan-Con ‘Before Midnight’, която се състои на 12 – 14 август 2022 г. в Южна Корея и на 20 – 21 август 2022 г. в Япония.

### Актьорска кариера
Джуно прави дебют в киното с екшън трилъра „Студени очи“ през 2013 г., където, макар и с малка роля, печели зрителите с актьорската си игра.
През 2015 г. участва в историческата драма „Спомените на меча“. След това играе заедно с Ким У Бин и Канг Ха Нъл във филма „Двадесет“.
В телевизионните сериали влиза през 2016 година с поддържаща роля в „Памет“, а през следващата година успява да изиграе ролята на „злодея, събрал най-много зрителски сърца“ в комедийния сериал „Шеф Ким“.
Първата му главна роля е в драмата „Просто влюбени“, последвана много скоро от втора главна роля в кулинарния романтичен сериал „Изпържи ме, любов“.
През 2018 г. Джуно изиграва двойна роля в първия си японски филм „Роза и лале“ (2018), написан от популярния манга художник Акико Хигашимура. Той е аплодиран от критиците за ролята си на Нерон, известен модерен художник, и Деуон, корейски студент, живеещ в Япония.
През 2019 г. поема ролята на адвокат в „Признание“.
На следващата година Джуно изиграва млад мъж в историческата романтична комедия „Фатален мъж“ (2019). Филмът е добре приет от световната публика и Джуно продължава стремителния си възход.
Към списъка със сериали Джуно добавя и хитовата драма „Червените маншети“ (2021), исторически романс, развиващ се през 1700 г., където той играе главния герой, престолонаследника принц И Сан, по-късно станал крал Чонгджо, заедно с актрисата И Се Йонг. Сериалът постига невиждан успех и печели множество награди, като само Джуно за тази си роля печели 9 награди на различни церемонии.
На 13 април 2022 г. на 34-те годишни награди "Korea PD Awards", които отличават режисьорите продуценти и артистите, дали принос за развитието на обществото и културата през последната година, Джуно получава наградата за най-добър актьор за ролята си в „Червените маншети“. Това го превръща в първия музикален идол, трансформирал се в актьор, печелил някога наградата.
На престижните 58-и награди за изкуства Baeksang, той печели наградата за популярност на TikTok, както и наградата за най-добър актьор в телевизионен сериал, което го прави отново първия идол-актьор, спечелил тази награда. Джуно печели и наградата за най-добри постижения (най-добър актьор в минисериал) на 8-те награди "APAN Star Awards" (септември 2022 г.), както и голямата награда Grand Prize (Daesang) за актьор на годината на "Asia Artist Awards 2022".
През 2023 г. Джуно изиграва главната роля в романтичната комедия „Кингленд“.

## Филмография

### Филми
| Година | Заглавие                       | Роля                             | Забележка       |
| ------ | ------------------------------ | -------------------------------- | --------------- |
| 2011   | Бяло: Мелодията на проклятието | домакин на Music Fever           | специална поява |
| 2013   | Студени очи                    | детектив Дарамжуи („Катерицата“) |                 |
| 2013   | The Terror Live                | разказвач                        |                 |
| 2015   | Спомените на меча              | Юл                               |                 |
| 2015   | Двадесет                       | Донг У                           |                 |
| 2019   | Розата и лалето                | Неро / Деуон                     | японски филм    |
| 2019   | Фатален мъж                    | Хо Сек                           |                 |

### Сериали
| Година    | Заглавие            | Роля                 | Забележка               |
| --------- | ------------------- | -------------------- | ----------------------- |
| 2016      | Памет               | Чонг Джин            |                         |
| 2016      | Uncontrollably Fond | себе си              | специална поява (еп. 4) |
| 2017      | Шеф Ким             | Со Юл                | главна роля             |
| 2017–2018 | Между влюбени       | И Канг Ду            | главна роля             |
| 2018      | Изпържи ме, любов   | Со Пунг              | главна роля             |
| 2019      | Признание           | Че До Хьон           | главна роля             |
| 2021–2022 | Червените маншети   | И Сан / Крал Чонгджо | главна роля             |
| 2023      | Кингленд            | Гу Уон               | главна роля             |

## Дискография

### Студийни албуми
| Заглавие                          | Детайли |
| --------------------------------- | --- |
| One                               | - Издаден: 14 септември 2015 (Южна Корея) - Лейбъл: JYP Entertainment - Формат: CD, digital download, streaming audio Списък с песни 1. Fire 2. SO GOOD 3. Don't tease me 4. Don't Go Home 5. Close My Eyes 6. Like a Star 7. Crush 8. INSANE 9. Good Life 4 Me 10. Pressure 11. Believe                                               |
| One ~ специално японско издание ~ | - Издаден: 30 септември 2015 (Япония) - Лейбъл: Epic Records Japan - Формат: CD, digital download, streaming audio Списък с песни 1. Fire 2. So Good 3. Don't Tease Me 4. Don't Go Home 5. Closed Eyes 6. Like a Star 7. Crush 8. Insane 9. Good Life 4 Me 10. Pressure 11. Believe 12. Nobody Else                                    |
| Junho The Best                    | - Издаден: 5 декември 2018 (Япония) - Лейбъл: Epic Records Japan - Формат: CD, digital download, streaming audio Списък с песни 1. Kiminokoe 2. Like a Star 3. Feel 4. Next to You 5. So Good 6. Fire 7. DSMN 8. Doku on Your Mind 9. Ice Cream 10. Canvas 11. Fine 12. Winter Sleep 13. Airplane 14. Souzou 15. Darling 16. Say Yes   |
| Two                               | - Издаден: 25 януари 2019 (Южна Корея) - Лейбъл: JYP Entertainment - Формат: CD, digital download, streaming audio Списък с песни 1. 상상 (Fancy) 2. FLASHLIGHT 3. DSMN 4. 바보(So sorry) 5. 비행기 (Airplane) 6. 독 (On your mind) 7. 마지막으로 (In the end) 8. Ride up 9. CANVAS 10. Fine 11. 겨울잠 (Winter Sleep) 12. Next to you |

### Миниалбуми
| Заглавие               | Детайли |
| ---------------------- | --- |
| Kimi no Koe (キミの声) | - Издаден: 24 юли 2013 (Япония) - Лейбъл: Ariola Japan - Формат: CD, digital download, streaming audio Списък с песни 1. キミの声 2. Like a star 3. 目を閉じて 4. GOOD BYE 5. I love you 6. Heartbreaker (Version B only) 7. I'M IN LOVE (Version B only) 8. SAY YES (Version B only) |
| Feel                   | - Издаден: 9 юли 2014 (Япония) - Лейбъл: Epic Records Japan - Формат: CD, digital download, streaming audio Списък с песни 1. FEEL 2. Dangerous 3. ずっと 4. 行かないで (No No No) 5. Next to you 6. Can't let you go (Limited Edition B only) 7. Turn it up (Limited Edition B only) 8. You & Me (Limited Edition B only) 9. FEEL (Instrumental) (Regular Edition Only) 10. Dangerous (Instrumental) (Regular Edition Only) 11. Zutto (Instrumental) (Regular Edition Only) 12. Ikanaide ~No No No~ (Instrumental) (Regular Edition Only) 13. Next to you (Instrumental) (Regular Edition Only) |
| So Good                | - Издаден: 15 юли 2015 (Япония) - Лейбъл: Epic Records Japan - Формат: CD, digital download, streaming audio Списък с песни 1. SO GOOD 2. Fire 3. Pressure 4. INSANE 5. THE LAST NIGHT 6. SO GOOD (Instrumental) 7. Don't tease me (Limited Edition B only) 8. Good Life (Limited Edition B only) 9. Believe (Limited Edition B only) |
| DSMN                   | - Издаден: 20 юли 2016 (Япония) - Лейбъл: Epic Records Japan - Формат: CD, digital download, streaming audio Списък с песни 1. HYPER (FEAT. Jun. K) 2. DSMN 3. Doku (On your mind) 4. YES 5. Run to you 6. DSMN (Instrumental) 7. Instant love (Limited Edition B only) 8. Roller coaster (Limited Edition B only) 9. Insomnia (Limited Edition B only) 10. Saigo Ni (Limited Edition only) |
| 2017 S/S               | - Издаден: 26 юли 2017 (Япония) - Лейбъл: Epic Records Japan - Формат: CD, digital download, streaming audio Списък с песни 1. Ice Cream 2. Candy 3. Diamond 4. Canvas 5. Fine 6. Ice Cream (Instrumental) 7. WOW -JUNHO ver.- (Limited Edition B only) 8. Ice Cream Remix (Limited Edition B only) 9. また会える日(Can we meet again?) (Limited Edition B only) |
| Canvas                 | - Издаден: 11 септември 2017 (Южна Корея) - Лейбъл: JYP Entertainment - Формат: CD, digital download, streaming audio Списък с песни 1. Canvas 2. Fine 3. Instant Love 4. Nobody Else 5. WoW 6. Run to You 7. 어차피 잊을 거면서 (Forget it anyway) |
| Winter Sleep           | - Издаден: 25 януари 2018 (Япония) - Лейбъл: Epic Records Japan - Формат: CD, digital download, streaming audio Списък с песни 1. Winter Sleep 2. 飛行機(Airplane) 3. Too late to tell 4. Frozen Heart 5. Torso 6. Winter Sleep (Instrumental) 7. 365 Winter Party ver. (Limited Edition B only) 8. 一緒に過ごした時間(The Time We Have Spent Together) -JUNHO ver.- (Limited Edition B only) 9. Winter Sleep -Snowy Night ver.- (Limited Edition B only) 10. Fine Live ver. -JUNHO (From 2 pm) Solo Tour 2017 "2017 S/S"より- (Full Limited Edition only)                                       |
| Souzou (想像)          | - Издаден: 11 юли 2018 (Япония) - Лейбъл: Epic Records Japan - Формат: CD, digital download, streaming audio Списък с песни 1. 想像(Imagination) 2. Flashlight 3. Ride up 4. What you want 5. Darling 6. 想像 (Instrumental) 7. どうせ忘れるだろう(Anyway I will forget) (Limited Edition B only) 8. All Day (Limited Edition B only) 9. 時間を超えて(Beyond time) (Limited Edition B only) 10. 想像 -Night ver.- (Full Limited Edition only) |

### Саундтраци
| Година | Заглавие                                       | Албум                       |
| ------ | ---------------------------------------------- | --------------------------- |
| 2012   | "Undefeated" (с Vanness Wu)                    | Ti Amo Chocolate OST        |
| 2013   | "My Way to You" (с Тек Юн)                     | 7th Grade Civil Servant OST |
| 2013   | "I'm in Love"                                  | Cold Eyes OST               |
| 2014   | "You're The Right One (你是对的人)" (с Qi Wei) | Love Is Back OST            |
| 2015   | "Cupid's Arrow" (с И Ю Би)                     | Twenty OST                  |
| 2015   | "The signs of LOVE"                            | 私とドリカム2               |
| 2015   | "M8" (с M.Joon)                                | M8                          |
| 2017   | "What words are needed"                        | Just Between Lovers OST     |

## Награди и номинации
| Церемония                          | Година | Категория                                                                         | Номинация за                              | Резултат  |
| ---------------------------------- | ------ | --------------------------------------------------------------------------------- | ----------------------------------------- | --------- |
| APAN Star Awards                   | 2022   | Top Excellence Award – изключителни актьорски постижения в минисериал             | Червените маншети                         | Спечелил  |
| APAN Star Awards                   | 2022   | Награда за популярност – категория актьор                                         | Червените маншети                         | Номиниран |
| APAN Star Awards                   | 2022   | Най-добра екранна двойка                                                          | И Джун Хо (с И Се Йонг) Червените маншети | Номиниран |
| Asia Artist Awards                 | 2017   | Най-добра знаменитост – актьор                                                    | Добрият мениджър                          | Спечелил  |
| Asia Artist Awards                 | 2018   | Артист на годината – актьор                                                       | Изпържи ме, любов                         | Спечелил  |
| Asia Artist Awards                 | 2018   | Най-вълнуващ актьор                                                               | Изпържи ме, любов                         | Спечелил  |
| Asia Artist Awards                 | 2022   | Grand Prize (Daesang) – Актьор на годината                                        | Червените маншети                         | Спечелил  |
| Asia Artist Awards                 | 2022   | AAA Hot Trend                                                                     | Червените маншети                         | Спечелил  |
| Baeksang Arts Awards               | 2022   | Най-добър актьор – телевизия                                                      | Червените маншети                         | Спечелил  |
| Baeksang Arts Awards               | 2022   | Най-популярен актьор                                                              | Червените маншети                         | Спечелил  |
| Brand Customer Loyalty Awards      | 2022   | Най-добър актьор                                                                  | Червените маншети                         | Спечелил  |
| Buil Film Awards                   | 2013   | Най-добър нов актьор                                                              | Студени очи                               | Номиниран |
| Dong-A.com's Pick                  | 2021   | 알고리즘도 반한 남자                                                              | И Джун Хо                                 | Спечелил  |
| Japan Gold Disc Award              | 2016   | Best 3 Albums (Asia)                                                              | "SO GOOD"                                 | Спечелил  |
| KBS Drama Awards                   | 2017   | Най-добър нов актьор                                                              | Добрият мениджър                          | Номиниран |
| KBS Drama Awards                   | 2017   | Excellence Award – най-добър актьор в драма със средна дължина                    | Добрият мениджър                          | Спечелил  |
| KBS Drama Awards                   | 2017   | Най-добра екранна двойка                                                          | И Джун Хо и Намгунг Мин Добрият мениджър  | Спечелил  |
| Korea PD Awards                    | 2022   | Най-добър актьор                                                                  | Червените маншети                         | Спечелил  |
| Korea Drama Awards                 | 2022   | Top Excellence Award – най-добър актьор                                           | Червените маншети                         | Номиниран |
| MBC Drama Awards                   | 2021   | Top Excellence Award – най-добър актьор в минисериал                              | Червените маншети                         | Спечелил  |
| MBC Drama Awards                   | 2021   | Най-добра екранна двойка                                                          | И Джун Хо и И Се Йонг Червените маншети   | Спечелил  |
| Savings Day                        | 2012   | Похвала от председателя на финансите                                              | И Джун Хо                                 | Спечелил  |
| SBS Drama Awards                   | 2018   | Top Excellence Award – най-добър актьор в сериал, излъчван в понеделник и вторник | Изпържи ме, любов                         | Номиниран |
| Seoul Conference on Social Welfare | 2021   | Награда на кмета на Сеул                                                          | И Джун Хо                                 | Спечелил  |